# Mikhaïl Timoixin
Mikhaïl Timoixin (en rus Mikhaïl Víktorovitx Timoixin) (Tula, 20 de novembre de 1980) és un ciclista rus, professional del 2002 al 2008 i finalment el 2012.

## Palmarès
- 2001
  - 1r a la Targa Crocifisso
  - 1r al Piccolo Giro dell'Emilia
- 2002
  - 1r a la París-Roubaix sub-23
  - 1r al Gran Premi Kranj i vencedor d'una etapa
  - Vencedor d'una etapa al Triptyque des Monts et Châteaux
  - Vencedor d'una etapa a la Volta a Turíngia